# 文明 (电视剧集)
《文明》（英語：Civilisations）是2018年由 BBC 制作的 艺术历史 系列电视纪录片，是1969年播出的BBC《文明的轨迹》的新版。 由 西蒙·沙玛 、 玛丽·比尔德 、 戴维·奥卢索加三位学者主持纪录片的背景音乐则是由 Tandis Jenhudson制作发行。
该纪录片的第一个宣传片在2018年2月7日发布。

## 制作
2014年3月25日，Hall of Birkenhead男爵和BBC导演中心共同宣布，将要制作发行原版文明系列的全新版本 而新文明 系列正式宣布制作则是在2015年12月20日。
原版文明 系列主要讲述的西欧艺术的影响，而新的文明系列 文明则上升到了全球视角，涵盖六个大陆，三十一个国家，超过五百件艺术品。主讲人历史学家西蒙·沙玛、学者玛丽·比尔德以及戴维·奥卢索加将一起探索人类创造的渴望。
 该系列也是英国公开大学的合作项目，该大学为整个项目提供了大量学术支持。

### 文明AR
作为该系列的周边，英国广播公司将制作 文明AR，一个 增强现实技术的应用程序，这将使用户能够近距离接触，并探讨来自世界各地的技术和历史文物。 目前这个程序还处于内部开发的阶段，由英国广播公司的研究与开发团队在伦敦和  Nexus Studios合作开发。
该应用程序的展览主要包括：
- Torquay Museum的an Egyptian mummy
- National Museum of Wales的Rodin's The Kiss
- 苏格兰国家博物馆的the Umbrian Madonna and Child

### 文明节
为了联动文明系列的播出，文明节是由英国广播公司与英国各地的博物馆，画廊，图书馆和档案馆合作举办的活动。 该节目于2018年3月2日至11日举行，节日预告于2018年2月8日发布。

### 文明书
Profile Books发行了两本由玛丽·比尔德 和 戴维·奥卢索加的剧集编写的合订卷; 这些书分别是 文明：我们如何看/信仰之眼（ISBN 978-1781259993）和文明：第一次接触/进步崇拜（ISBN 978-1781259979）。

## 宣传

### 预览
该系列剧于2018年2月6日在伦敦国家美术馆举行的预览活动上发布。与Kenneth Clark合作完成文明 原版的的戴维·阿滕伯勒爵士受邀嘉宾出席，他说他“迫不及待地想看到这一系列节目”。 他还表示，英国广播公司不能简单地复制原始剧集的方法，他说“社会已经改变，我们有一个国际社会，一个多民族社会，你们已不能像我们当年那样做了。"

### 英国的电视台
文明系列于2018年3月1日在BBC Two和BBC Two HD上首映。

## 情节
| 集数 | 集标题     | 主演          | 发布日期     |
| 1    | 创世第二瞬 | 西蒙·沙玛     | 2018年2月6日 |
| 2    | 千秋人像   | 玛丽·比尔德   | 2018年2月6日 |
| 3    | 描绘天堂   | 西蒙·沙玛     | 2018年2月6日 |
| 4    | 信心之眼   | 玛丽·比尔德   | 2018年2月6日 |
| 5    | 艺术的胜利 | 西蒙·沙玛     | 2018年2月6日 |
| 6    | 初次邂逅   | 戴维·奥卢索加 | 2018年2月6日 |
| 7    | 光辉       | 西蒙·沙玛     | 2018年2月6日 |
| 8    | 进步崇拜   | 戴维·奥卢索加 | 2018年2月6日 |
| 9    | 生命的火花 | 西蒙·沙玛     | 2018年2月6日 |

## 反应
根据前两集的预览，List杂志 打出了5颗星的中的4颗。 它说这个系列：“这是一个视觉盛宴，因为相机横扫废墟城市和乡镇，或专注于紧密的特写，强调遗迹，陶器和雕塑的精致细节。而更令人鼓舞的是它知识的广度，美丽信息和对古代世界洞察力的掘金无障碍和智慧的文明传达了一种全球主义的信息，在国际范围内体现了我们物种多样性的独创性，它比地球上的生命或蓝色 行星，并证明人类和动物王国一样迷人。“英国广播公司的美术编辑Will Gompertz，却只给出了2颗星的评价。 他说”该系列简直是东拼西凑的产物，有着漫无边际的无聊叙述，唯一的一点好处只是提供了一点新见解或令人惊讶的视觉效果......"

## 配乐
前BAFTA的杰出成员Brit Tandis Jenhudson为该系列作品创作了原创音乐，以及主题曲（女高音Caroline Kennedy演唱）。 纪录片原声带将于2018年3月发行，作为也将形成BBC文明AR增强现实应用的一部分在iOS和Android上被使用。